# Comté de Catoosa
Pour la ville de l’Oklahoma, voir Catoosa.
Le comté de Catoosa est un comté de Géorgie, aux États-Unis.

## Démographie
| 1860  | 1870  | 1880  | 1890  | 1900  | 1910  |
| ----- | ----- | ----- | ----- | ----- | ----- |
| 5 082 | 4 409 | 4 739 | 5 431 | 5 823 | 7 184 |

| 1920  | 1930  | 1940   | 1950   | 1960   | 1970   |
| ----- | ----- | ------ | ------ | ------ | ------ |
| 6 677 | 9 421 | 12 199 | 15 146 | 21 101 | 28 271 |

| 1980   | 1990   | 2000   | 2010   | - | - |
| ------ | ------ | ------ | ------ | - | - |
| 36 991 | 42 464 | 53 282 | 63 942 | - | - |